# Phoradendron molinae
Phoradendron molinae är en sandelträdsväxtart som beskrevs av J. Kuijt. Phoradendron molinae ingår i släktet Phoradendron och familjen sandelträdsväxter. Inga underarter finns listade i Catalogue of Life.